# Tarsoctenus
Tarsoctenus es un género de lepidópteros ditrisios de la subfamilia Eudaminae  dentro de la familia Hesperiidae.

## Especies
- Tarsoctenus corytus
- Tarsoctenus papias
- Tarsoctenus praecia